# Omodysplasie
Die Omodysplasie, von altgriechisch ὦμος ómos, deutsch ‚Schulter‘,  ist eine sehr seltene Skelettdysplasie mit ausgeprägter Verkürzung der Gliedmaßen und Gesichtsdysmorphie.
Die Erstbeschreibung stammt aus dem Jahre 1989 durch Pierre Maroteaux und Mitarbeiter. Der Erbgang war autosomal-dominant. Im Jahre 1991 wurde durch die israelischen Humangenetiker Zwi Borochowitz, Mila Barak und Silvia Hershkowitz eine (separate) autosomal-rezessive-Form beschrieben mit zusätzlichen Luxationen am Unterarm.

## Verbreitung
Die Häufigkeit wird mit unter 1 zu 1.000.000 angegeben, bislang wurde über etwa 40 Betroffene berichtet.

## Ursache
Je nach zugrunde liegender Mutation können folgende Typen unterschieden werden:
- Typ 1 mit Mutationen im GPC6-Gen auf Chromosom 13 Genort q31.3-32.1, autosomal-rezessiver Erbgang, häufigere Form[5]
- Typ 2 mit Mutationen im FZD2-Gen auf Chromosom  17 an q21.31, autosomal-dominanter Erbgang[6]

## Klinische Erscheinungen
Klinische Kriterien sind:
- Manifestationsalter:Kleinkindalter, Neugeborenenzeit
- Typ 1, autosomal-rezessive oder generalisierte Form, Synonym: Mikromele Dysplasie mit Radius-Dislokation, ausgeprägter Kleinwuchs mit zu kurzen und plumpen Gliedmaßen (Mikromelie) insbesondere der körpernahen Anteile Rhizomelie der Oberarme und Oberschenkel.
- Typ 2, autosomal-dominanten Form, normale Körpergrößen, lediglich rhizomel verkürzte Oberarme
- Gesichtsauffälligkeiten sind Balkonstirn, flache Nasenwurzel, kurze Nase und langes, auffälliges Philtrum, tief ansetzende Ohrmuscheln

Die Beweglichkeit im  Ellenbogen- und Kniegelenk kann vermindert sein. Hinzu können Hämangiome der Mittellinie, angeborene Herzfehler, Kraniosynostose und Kryptorchismus kommen.

## Diagnose
Die Diagnose ergibt sich aus der Kombination klinischer und radiologischer Befunde und kann durch humangenetische Untersuchung gesichert werden. Bereits vorgeburtlich können Anomalien der langen Röhrenknochen erfasst werden. Im Röntgenbild lassen sich verkürzte und keulenförmig verformte Oberarm- und Oberschenkelknochen nachweisen, bei der rezessiv vererbten Form eine proximale radioulnare Diastase und proximale Dislokation des Radiusköpfchens. Bei der dominanten Form liegen meist verkürzte Metacarpalia I vor.

## Differentialdiagnostik
Abzugrenzen sind
von der autosomal-rezessiven Form:
- Diastrophische Dysplasie
- Atelosteogenesis
- Larsen-Syndrom

von der autosomal-dominanten Form:
- Robinow-Syndrom

## Therapie
Die wiederholten Gelenkluxationen können orthopädisch versorgt werden.